# Erich Gröner
Pour les articles homonymes, voir Groner.
Erich Gröner (né le 16 mars 1901 à Berlin et mort le 21 juin 1965 à Paris) est un chercheur privé, expert et auteur de non-fiction dans le domaine de l'histoire navale et maritime et de la construction navale.

## Années d'apprentissage et de voyage 1918-1924
Erich Gröner est le fils d'un barbier et d'un auxiliaire médical et grandit à Berlin. De 1910 à 1918, il étudie à l'école de Königsstadt. Adolescent déjà, il développe sa passion professionnelle ultérieure et à l'âge de 15 ans, il écrit son premier traité Geschichte der Seehandels- und Seekriegs-Schiffahrt . En 1918, il se porte volontaire pour les aviateurs navals pendant la Première Guerre mondiale.
Après la guerre, il commence à étudier la construction navale à l'Université technique de Berlin ; il se tourne ensuite vers le domaine de l'économie à l'Université de Kiel et à l'Université de Tübingen. Comme beaucoup de ses contemporains, la période inflationniste de 1923 l'oblige à abandonner ses études. En 1923/1924, il travaille comme assistant machine sur les navires de la compagnie maritime HSDG sur la route de l'Amérique du Sud. Grâce à ses connaissances en économie, il trouve ensuite un emploi en tant que processeur des questions de droit maritime international. En 1926, il devient indépendant en tant que consultant sur les questions économiques et expert en transport maritime.

## Les navires de guerre allemands
En tant qu'employé du département naval du Musée océanographique de Berlin, Erich Gröner commence alors à se consacrer pleinement à sa passion : l'histoire de la guerre et de la construction navale marchande ainsi que la collecte et l'évaluation de photos de navires. À partir de 1929/1930, il travaille également dans ce domaine en tant que pigiste pour la Reichsmarine. En 1931, il publie sa première (petite) publication Die Deutsche Kriegsschiffe avec Alexander Bredt. Le sujet continue de l'occuper et en 1937, après des années de travail minutieux de documentation et de dessin, son ouvrage Die deutschen Kriegsschiffe 1815–1936 est publié, ont l'exhaustivité et l'exactitude du texte et des croquis font figure d'exemple dans le monde entier. Après la guerre, Gröner prolonge une dernière fois la période de son édition. Il n'a pas pu achever lui-même Die deutschen Kriegsschiffe 1815–1945.

## Types de navires internationaux
Quand Alexander Bredt reprend la publication du Weyers Taschenbuch der Kriegsflotten en 1933/34, Gröner peut réaliser son projet de longue date de réunir la forme de représentation des navires par des esquisses ou des ombres chinoises dans un plan latéral à l'échelle, une technique de représentation qui s'est largement répandue depuis et qui est reprise par presque tous les manuels de flotte. Sa réputation d'expert, également pour les types de navires internationaux, lui vaut de nombreuses commandes du Musée océanographique de Berlin et du Deutsches Museum de Munich pour concevoir les collections et les expositions spéciales, mais surtout de la Marine et de l'Armée de l'air, qui publient leurs manuels et leurs planches pour le service de reconnaissance des navires .

## Flottes marchandes dans le monde
Dans la seconde moitié des années 1930, Gröner poursuit l'objectif ambitieux de faire du Taschenbuch der Kriegsflotten un Taschenbuch der Handelsflotten. Pour ce faire, il extrait les données essentielles de tous les navires de plus de 100 BRT du Lloyd's Register, les compressent dans des tableaux peu encombrants, et c'est ainsi qu'est né un autre outil indispensable de la Marine, qui est publié pour la première fois en 1940 et de 1941 à 1944 sous le titre Die Handelsflotten der Welt en trois éditions différentes sous le titre de Marinedienstvorschrift MDv 135, qui répertorie plus de 30.000 navires avec leurs données principales et 728 croquis en plan de page. Dans le but d'identifier les navires, Gröner développe un système de codage de la structure des navires et classe les dessins de fissures selon ce système. À cela s'ajoute une liste de recherche pour les noms de navires qui indexe séparément des parties du nom de tous les navires et conservait des registres pour les anciens noms. Gröner a toujours considéré Taschenbuch der Handelsflotten comme son véritable chef-d'œuvre.

## Années d'après-guerre 1945-1954
En préparation de ses publications, Gröner a rassemblé une vaste collection de photos (environ 35 000 photos et 15 000 négatifs) et une vaste archive avec des documents et des dessins par acquisition, échange et sa propre photographie. Afin de protéger les archives des raids aériens sur la capitale du Reich, le bureau Gröner et l'ensemble de la collection sont transférés à Dahlenberg en janvier 1944 sur le domaine du maréchal August von Mackensen. Gröner y vit la fin de la guerre. La bibliothèque et les archives sont confisquées par les Soviétiques lors de deux actions en juin 1945 et mai 1946. Une compensation pour cela est refusée au propriétaire. C'est grâce à sa femme Hilda Gröner, avec qui il est marié depuis 1938, que quelques pièces de l'archive, dont ses premiers travaux, sont sauvées. Gröner lui-même est arrêté par les services secrets soviétiques après la guerre et emprisonné à la prison de Waldheim (de) pendant quelques années. 
Après son retour à Berlin en 1950, Gröner commence à utiliser ses propres ressources pour restaurer sa collection dans la période d'après-guerre et pour rétablir les contacts rompus avec des amis dans le pays et à l'étranger. Malgré toutes les difficultés, il publie son propre magazine, Unimare, en 1951, un magazine mensuel de petit format avec des nouvelles de la navigation et de l'histoire navale à travers le monde. Il les apporte à la Marine-Rundschau (de), qui renaît en 1952/53, et y reprend la rédaction des « Nouvelles du monde entier ». En outre, il travaille avec la maison d'édition Robert Loef à Magdebourg sur le dessin de plans de construction de maquettes grand format. En 1961, il traduit une histoire culturelle de la construction navale intitulée Das Schiff: Vom Einbaum zum Atomboot. Rekonstruktionen in Bild u. Wort von Björn Landström du suédois vers l'allemand et fournit une série de dessins. Pour la série SOS – Schicksale deutscher Schiffe (de) de l'éditeur munichois Moewig (de), il fournit une aide éditoriale pour les histoires de nombreux anciens journalistes de première ligne bien connus.

## Perte et localisation des navires allemands
Un nouveau projet est né pour Gröner avec la recherche et l'enregistrement de tous les navires de la marine et de l'armée de l'air allemandes 1939-1945 et de leur localisation. Le résultat apparaît d'abord dans le cadre de l'édition de poche de Weyers Flottentaschenbuch en 1953, et enfin en tant que publication indépendante en 1954 par la maison d'édition de JF Lehmann. Parallèlement, Gröner entame des recherches approfondies pour compléter son ouvrage principal Die deutschen Kriegsschiffe, couvrant désormais la période de 1815 à 1945, qui est sur le point d'être achevé lorsqu'il meurt au début de 1965. Gröner est mort lors d'un voyage à Paris.

## Groupe de travail Gröner
Gröner décède en 1965 alors qu'il travaillait sur son œuvre principale. Le rapatriement des dossiers navals allemands de Londres n'a commencé que la même année, de sorte qu'ils ne pouvaient pas encore être évalués pour les volumes publiés en 1966 et 1968. L'œuvre de Gröner contenait donc encore de nombreuses lacunes qui ne pouvaient être comblées que par une révision.
La nouvelle édition entièrement révisée et considérablement augmentée de ce "classique" de la littérature navale allemande, créée par Dieter Jung et Martin Maass sur une période de 30 ans, couvre un total d'environ 25 000 exemplaires. C'est le résultat d'un travail de recherche intensif, également dans les derniers contacts étroits possibles avec de nombreux concepteurs, chantiers navals et officiers de marine. La structure de base de l'œuvre de Gröner est conservée dans la nouvelle édition en huit volumes. Toutes les données ont été vérifiées et corrigées de manière critique à l'aide des fichiers désormais accessibles. À cette fin, un registre des noms de navires est créé en tant que neuvième volume, ce qui simplifie l'orientation. Depuis 2018, le groupe de travail Erich Gröner publie deux volumes supplémentaires sur la localisation des navires et bateaux de la marine fédérale, de la marine populaire et de la marine allemande jusqu'en 2015. 

## Ouvrages d'Erich Gröner
- Geschichte der deutschen Seehandels- und Seekriegs-Schiffahrt / Erich Gröner. Manuskript von 1916, ca. 88 S., Illustrationen
- Die deutschen Kriegsschiffe: vollständige Schiffsliste der Reichsmarine 1931 mit ausführlichen Angaben und Planskizzen aller deutschen Kriegsschiffe / E[rich] Gröner u. A[lexander] Bredt. München: Lehmann 1931, 16 S.
- Die deutschen Kriegsschiffe 1815–1936; unter Benutzung amtlicher Quellen; mit 350 Schiffsskizzen / Erich Gröner. München [u. a.]: Lehmann 1937, IV, 153 S., 350 Skizzen – Zweite, berichtigte Auflage 1944
- Die deutschen Kriegsschiffe 1815–1945 [Band 1]; unter Benutzung amtlicher Quellen mit über 600 Seitenrissen und Decksplänen im Maßstab 1:1250 / Erich Gröner. München: Lehmann 1966, 446, XXVIII S., Abb.
- Kennung deutscher Hilfskriegsschiffe des 1. Weltkrieges [1914–1918] / Erich Gröner. Württembergische Landesbibliothek / Bibliothèque d'histoire contemporaine (de), Marinearchiv: Kapsel 35B/8
- Weyers Taschenbuch der Kriegsflotten / Bruno Weyer
- Weyers Flottentaschenbuch / Bruno Weyer
- Taschenbuch der Handelsflotten 1940 / Erich Gröner
- Handelsflotten der Welt, Ausgabe 1941; Ausgabe 1942; Ausgabe 1944 / Erich Gröner (BfZ: F 1044) Ausgabe 1942 mit 716 Seiten und 728 Risszeichnungen
- Suchliste für Schiffsnamen 1942 / Bearbeitet von Erich Gröner. Ergänzungsband zu "Die Handelsflotten der Welt". München: Lehmann 1944. 470 S.
- Unimare: Universal Maritime Record. Monats-Nachrichten / Hrsg.: Erich Gröner. Bremen, Hamburg: Schultheis, 1.1951,1-12 ; 2.1952,1-3
- Die Schiffe der deutschen Kriegsmarine und Luftwaffe 1939–1945 und ihr Verbleib; mit 71 Schiffsskizzen / Erich Gröner. In: Weyers Flottentaschenbuch, Bonn: Bernard & Graefe, Jahrgang 37, 1953, S. 257–317
- Die Schiffe der deutschen Kriegsmarine und Luftwaffe 1939–1945 und ihr Verbleib; mit 228 Schiffsskizzen / Erich Gröner. München: Lehmann 1954. 86 S., Abb.
- Der Aufbau der aktiven Heimatverbände der preußischen, norddeutschen und deutschen Kriegsmarine / Erich Gröner. Unveröffentlichtes Manuskript (Württembergische Landesbibliothek / Bibliothek für Zeitgeschichte, Marinearchiv: Kapsel 70/06)

## Éditions du groupe de travail Gröner
- Erich Gröner (†): Die deutschen Kriegsschiffe 1815–1945. Band 2. München: J.F. Lehmann 1968.
- Hansgeorg Jentschura, Dieter Jung, Peter Mickel: Die japanischen Kriegsschiffe 1869–1945. J.F. Lehmann: München 1970.
- Dieter Jung, Norbert Kelling, Arno Abendroth: Anstriche und Tarnanstriche der Kriegsmarine. Bernard & Graefe: München 1977.
- Dieter Jung, Bernd Wenzel, Arno Abendroth: Schiffe und Boote der deutschen Seeflieger. Motorbuch, Stuttgart 1977.
- Peter Arndt: Deutsche Sperrbrecher: Konstruktion, Ausrüstung, Bewaffnung, Aufgaben, Einsatz. Motorbuch, Stuttgart 1979.
- Dieter Jung, Martin Maass, Berndt Wenzel: Tanker und Versorger der deutschen Flotte: 1900–1980. Motorbuch, Stuttgart 1981.
- Erich Gröner (†), Dieter Jung, Martin Maass: Die deutschen Kriegsschiffe 1815–1945. Band 1/1982 – Band 8/1993 sowie Register der Schiffsnamen. Bernard & Graefe, Koblenz.
- Erich Gröner (†), Dieter Jung: Die Schiffe der deutschen Kriegsmarine und Luftwaffe 1939–1945 und ihr Verbleib. Bernard & Graefe, Bonn (9. neubearb. Auflage) 2001.
- Dieter Jung, Wolfgang Bohlayer: Schiffe der Kaiserlichen Marine und ihr Verbleib. Bernard & Graefe, Bonn 2004.
- Peter Arndt, Peter Schenk: Deutsche Netzsperrverbände. Edition Erich Gröner, Berlin 2010.
- Peter Schenk, Karsten Klein: Die deutschen Landungsfahrzeuge. Entwicklung und Technik von 1900 bis heute. Edition Erich Gröner, Berlin 2011.
- Eberhard Rößler: Die deutschen U-Boote und U-Bootentwürfe zwischen den Weltkriegen 1922–1939. Edition Erich Gröner, Berlin 2013.
- Erich Gröner (†), Peter Schenk, Reinhard Kramer: Die deutschen Kriegsschiffe 1815–2015. Band 9/1: Die Schiffe und Boote der Bundesmarine, ihrer Vorgänger nach 1945 und der Deutschen Marine. Edition Erich Gröner, Berlin 2017.